# Spirobolus hamatus
Spirobolus hamatus är en mångfotingart som beskrevs av Voges 1878. Spirobolus hamatus ingår i släktet Spirobolus och familjen Spirobolidae. Inga underarter finns listade i Catalogue of Life.